# Joan Grassot i Grivé
Joan Grassot i Grivé   (Sant Gervasi de Cassoles, 1909 - Mauthausen-Gusen, 1941) va ser un polític català, militant del PSUC i regidor de l'Ajuntament d'Arenys de Munt durant la Guerra Civil. Va combatre amb l'Exèrcit popular de la República i es va exiliar a França. El 1940 va ser detingut per la Gestapo i enviat al Camp d'extermini de Mauthausen-Gusen on va morir.

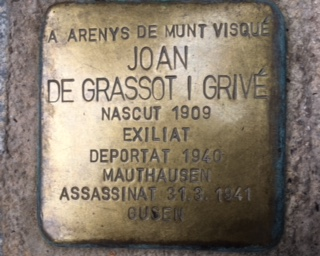
Stolpersteine Joan Grassot i Grivé

Nascut a Sant Gervasi, era fill de Victor Grassot i Clarà, membre d'una nissaga d'hisendats de Barcelona. A partir del 1924, amb la família, estiuejava a Arenys de Munt, on va conèixer Esperança Roig, que anys després seria la seva esposa. Als inícis dels anys trenta, es quedà al poble i seduït pels ideals de llibertat, socialisme i catalanisme, es va afiliar a la secció local de la Unió Socialista de Catalunya. Renunciant als seus orígens burgesos, es va distanciar de la família, va acceptar una feina de jornaler a les Destil·leries Enric Lladó i l'11 de juny de 1933 es va casar amb Esperança Roig i Ordeig, amb la qual va tenir dues filles, Núria i Ramona.
A partir del 25 de juliol de 1936, ja iniciada la Guerra Civil, va formar part del Consell Popular Antifeixista d'Arenys de Munt, compost per tres representants del PSUC i tres de la CNT. El 2 de desembre, quan es va constituïr el Ple Municipal, es va fer càrrec de la regidoria de Transports i el gener de 1937 també de la de Cultura, inaugurant a l'abril un nou Grup Escolar. El 17 de setembre, va ser mobilitzat i va haver d'incorporar-se al front de guerra. Amb la derrota del Bàndol republicà, va marxar a l'exili francès.
L'1 de setembre de1939, la invasió alemanya de Polònia va marcar l'inici de la Segona Guerra Mundial. El juny de 1940, França va ser envaïda per les tropes nazis (Batalla de França). La firma de l'Armistíci del 22 de juny pel Mariscal Pétain, va propiciar que molts exiliats espanyols (rotspanier), qualificats com a presoners de guerra, o apàtrides, fossin detinguts per la Gestapo i internats als Stalag. Grassot va ser enviat al I-B de Hohenstein (Saxònia), d'on va sortir el 6 d'agost de 1940 en un comboi de deportats que va arribar el 9 d'agost al Camp de Mauthausen on, fitxat amb el número 3582 , va sobreviure quatre mesos. El 24 de gener de 1941, va ser traslladat al sub camp de Gusen. Enregistrat amb el número 9323, malalt i debilitat, va morir el 31 de març de 1941.
El 16 de Març de 2024, la Institució del Memorial Democràtic i l'Ajuntament d'Arenys de Munt, en el marc del projecte internacional concebut per l'artista Günter Demnig com a homenatje a les víctimes del nazisme,van col·locar devant de l' Ajuntament, en record de Joan Grassot i Grivé, la llamborda Stolpersteine, amb la data del naixement, la deportació, el nom del camp de concentració i la data de la mort.